# Nowy Staw (województwo lubelskie)
Nowy Staw – wieś w Polsce położona w województwie lubelskim, w powiecie lubelskim, w gminie Niemce.
Wieś stanowi sołectwo gminy Niemce. Według Narodowego Spisu Powszechnego z roku 2011 wieś liczyła 158 mieszkańców.

## Historia
Dokładna data powstania wsi nie jest znana. W 1806 r. na terenie wsi istniał młyn wodny (wykazywany na mapach historycznych). W 1822 r. wieś liczyła 19 domów i 129 mieszkańców. W XIX wieku należała do dóbr kozłowieckich. Ok. 1870 r. było tu tylko 17 osad z 375 morgami ziemi. Wykaz z 1905 r. wymienia na terenie wsi 26 budynków, 297 mieszkańców (wszyscy wyznania rzymskokatolickiego). W okresie międzywojennym (ok. 1928 r.) obszar gruntów wiejskich wynosił 465 morgi i były tu 32 samodzielne gospodarstwa.
W latach 1975–1998 miejscowość położona była w województwie lubelskim.

## Układ Przestrzenny
Wieś Nowy Staw położona jest na skraju Lasów Kozłowieckich, w odległości około 2 km na północ od Nasutowa. Obecnie jest to teren Kozłowieckiego Parku Krajobrazowego. Od północnego wschodu w pobliżu wsi przepływa rzeka Ciemięga (dopływ rzeki Mininy). Zabudowa wiejska skupia się po obu stronach jednej drogi biegnącej z południowego zachodu na północny wschód (z Nasutowa do Majdanu Kozłowieckiego). Najbardziej charakterystyczną cechą wyróżniającą omawianą wieś jest jej położenie wśród lasów otaczających grunty wiejskie ze wszystkich stron.

## Zabudowa
Istniejąca obecnie tradycyjna drewniana zabudowa wiejska pochodzi niemal wyłącznie z okresu międzywojennego i posiada najbardziej typowe formy, bez żadnych wyróżniających cech charakterystycznych. Domy sytuowane są z reguły kalenicowe w stosunku do drogi. Ściany zrębów zwykle oszalowane. Dachy dwuspadowe. W środkowej części wsi znajduje się drewniana domkowa kapliczka przydrożna z pierwszego ćwierćwiecza XX wieku. Na początku wsi (od południa) na skraju lasu drewniany krzyż (początek XX wieku). 